# AIM–54 Phoenix
Az AIM–54 Phoenix nagy hatótávolságú légiharc-rakéta, amely a világon először rendelkezett aktív lokátoros önirányítással. Az Amerikai Haditengerészet F–14 Tomcat vadászrepülőgépei számára fejlesztették ki, elsősorban a repülőgép-hordozók ellen indított tömeges szovjet robotrepülőgép-támadások leküzdésére. A Szovjetunió széthullása után a rakétákat hamar kivonták a hadrendből, már csak az Iráni Légierő tartja őket rendszerben.